# کاج کوهی
کاج کوهی (نام علمی: Pseudotsuga macrocarpa) نام یک گونه از سرده سرخ‌نرادها است.